# Yaoshan (köpinghuvudort i Kina, Henan Sheng, lat 33,75, long 112,38)
Yaoshan är en köpinghuvudort i Kina. Den ligger i provinsen Henan, i den centrala delen av landet, omkring 160 kilometer sydväst om provinshuvudstaden Zhengzhou. Antalet invånare är 17 642. Befolkningen består av 8 214 kvinnor och 9 428 män. Barn under 15 år utgör 20,0 %, vuxna 15-64 år 69 %, och äldre över 65 år 9,0 %.
Runt Yaoshan är det ganska tätbefolkat, med 214 invånare per kvadratkilometer. Det finns inga andra samhällen i närheten. I omgivningarna runt Yaoshan växer i huvudsak blandskog.
Genomsnittlig årsnederbörd är 872 millimeter. Den regnigaste månaden är juli, med i genomsnitt 151 mm nederbörd, och den torraste är december, med 5 mm nederbörd.